# Vernolate
Le vernolate est un herbicide.